# Białusiszki
Białusiszki – dawna wieś. Tereny, na których była położona, leżą obecnie na Białorusi, w obwodzie witebskim, w rejonie brasławskim, w sielsowiecie Mieżany.

## Historia
W czasach zaborów wieś w gminie Opsa, w granicach Imperium Rosyjskiego.
W latach 1921–1945 wieś leżała w Polsce, w województwie nowogródzkim (od 1926 w województwie wileńskim) w powiecie brasławskim w gminie Dryświaty.
Według Powszechnego Spisu Ludności z 1921 roku zamieszkiwało tu 18 osób, 17 były wyznania rzymskokatolickiego a 1 białoruskiego. Jednocześnie 17 mieszkańców zadeklarowało polską przynależność narodową a 1 białoruska. Były tu 4 budynki mieszkalne. W 1931 w 3 domach zamieszkiwało 11 osób.
Leśniczówka należała do parafii rzymskokatolickiej w Dryświatach. W 1933 podlegała pod Sąd Grodzki w Opsie i Okręgowy w Wilnie; właściwy urząd pocztowy mieścił się w Dryświatach.